# Wilhelm Voß (Wehrwirtschaftsführer)
Wilhelm Voß (* 1. Juli 1896 in Rostock als Willy Heinrich Louis Voß; † 1978) war deutscher Wirtschaftsmanager, SS-Standartenführer (SS-Nummer 107.241) sowie Wehrwirtschaftsführer und Mitglied im Freundeskreis Reichsführer SS.

## Managerlaufbahn im NS-Staat
Wilhelm Voß bekleidete nach seinem Studium, das er mit der Promotion abgeschlossen hatte, zahlreiche Positionen in der Wirtschaft im nationalsozialistischen Deutschen Reich. Er war Mitgründer der Reichswerke Hermann Göring im Jahre 1937 und späterer Generaldirektor von 1939 bis 1941. Als prominenter Wehrwirtschaftsführer war er neben seiner Position beim größten Rüstungsproduzenten stellvertretender Vorsitzender des Aufsichtsrats der Rheinmetall-Borsig AG in Berlin und Vorstandsvorsitzender der Deutschen Revisions- und Treuhand AG. Zum 1. Mai 1937 trat er der NSDAP bei.
In der besetzten Tschechoslowakei war er von 1938 bis 1945 Präsident des Verwaltungsrates der tschechischen Škoda-Werke, die 1938 in die Hermann-Göring-Werke eingegliedert worden waren. Funktionen hatte er darüber hinaus bei weiteren Waffenwerken der Tschechoslowakei, der „Explosia a.s.“ in Prag, den „Waffenwerke Brünn AG“ in Brünn und den „Synthesia-Chemiewerken Prag“. Ferner wurde er Vorsitzender des Verwaltungsrats Avia AG für Flugzeuge in Prag.
In Österreich stieg er zum Vorsitzenden des Aufsichtsrates der Simmering-Graz-Pauker AG in Wien auf und als 1938 die Hermann-Göring-Werke die Mehrheit der Aktien der Steyr-Daimler-Puch AG in Steyr übernahmen, wurde er deren Aufsichtsratsvorsitzender. Des Weiteren war er Vorsitzender des Aufsichtsrats Omnipol Handels-AG in Wien und Mitglied des Aufsichtsrats der Veitscher Magnesitwerke AG in Wien.
In Italien war er Präsident des Verwaltungsrats Omnipol SA in Mailand.

## Nachkriegslaufbahn
Nach dem Zweiten Weltkrieg kam er für elf Monate in tschechische Internierung, aus der er 1946 entlassen wurde. 1951 stellte Wilhelm Voß von Rottach-Egern aus einen Ausreiseantrag nach Ägypten. Seit März 1951 war Voß bei General Nagib, dem ersten Staatspräsidenten von Ägypten, deutscher Chefberater im ägyptischen Kriegsministerium. Er nahm eine Tätigkeit als Direktor des ägyptischen Raketenprogramms auf und arbeitete dort mit einem umfangreichen Mitarbeiterstab von Spezialisten, die er in seinen vielfältigen Aufgaben kennengelernt hatte. Während seiner Aufgabe in Ägypten war er in diplomatische Initiativen als Leiter der inoffiziellen deutschen Militärmission in Kairo verwickelt gewesen.
Voß verlor an Einfluss, nachdem Nagib im Februar 1954 von Nasser abgesetzt wurde. Er kehrte im Sommer 1956 in die Bundesrepublik zurück. Weitere Details über sein Leben sind nicht bekannt.

## Schriften
- Die städtische Kleinsiedlung als Mittel zur Verringerung nachteiliger Einseitigkeit städtischer Wirtschaftsweise. (Dissertation). Rostock 1918.
- Wesen und Bedeutung der „Arbeitsgemeinschaft“. In: Archiv für exakte Wirtschaftsforschung (Thüne-Archiv), Bd. 9, Jena 1922, S. 469–502.
- Sozialpolitik als Wissenschaft. G. Fischer, Jena 1925.
- Die obligatorische Revision im Rahmen der Reform des Aktienrechts. Heymann, Berlin 1927 (Gesellschaftsrechtliche Abhandlungen; 4) (Digitalisat).
- Handbuch für das Revisions- und Treuhandwesen. Poeschel, Stuttgart 1930.
- Die Donau als Großdeutschlands Verkehrsweg zum Süden. In: Der Vierjahresplan 1939, S. 320–321.